# Tottenham Hotspur Football Club 2014-2015
Questa voce raccoglie le informazioni riguardanti il Tottenham Hotspur Football Club nelle competizioni ufficiali della stagione 2014-2015.

## Stagione
Il nuovo allenatore è l'argentino Mauricio Pochettino, in arrivo dal Southampton. L'esordio in Premier vede gli Spurs battere in trasferta in uno dei tanti derby di Londra il West Ham, con un gol nel recupero di Eric Dier. Nella giornata successiva il Tottenham vince 4-0 contro il Queens Park Rangers, posizionandosi al comando della classifica. Alla terza partita però subisce una sonora sconfitta (0-3) contro il Liverpool e negli successivi incontri non va oltre il 2-2 contro il Sunderland, perde in casa 0-1 contro il West Bromwich e pareggia 1-1 nel Derby del nord di Londra contro l'Arsenal. La squadra, ora all'ottavo posto, torna alla vittoria il 5 ottobre 2014, superando di misura il Southampton, per poi subire due sconfitte di fila contro Manchester City (4-1, con quattro gol di Agüero) e Newcastle, piazzandosi undicesima. Nelle successive quattro partite arrivano tre vittorie che risollevano la squadra in zona Europa League. La sconfitta per 3-0 a Stamford Bridge contro il Chelsea e il pareggio a reti inviolate contro il Crystal Palace la riportano però a metà classifica. Alla fine del girone d'andata, tre vittorie consecutive contro squadre di medio-alta classifica (Swansea, Burnley, Leicester) e un pareggio importante (0-0) contro il Manchester United rimettono in carreggiata il Tottenham per la lotta alla qualificazione in Europa League.
Il girone di ritorno si apre con la grande vittoria per 5-3 contro il Chelsea, prima di perdere clamorosamente 2-1 in casa del Crystal Palace. Le tre vittorie consecutive successive (tra cui quella contro i rivali dell'Arsenal) portano la squadra di Pochettino a consolidare il quinto posto. A febbraio arrivano poi una sconfitta ad Anfield contro il Liverpool e un pareggio contro il West Ham che mettono in crisi la situazione. Le due vittorie contro Swansea e QPR di inizio marzo riconfermano il piazzamento UEFA. Il 15 marzo 2015 il Tottenham perde 3-0 ad Old Trafford contro lo United, mentre alla trentesima giornata vince 4-3 in casa contro il Leicester City, grazie alla tripletta di Harry Kane. Il mese di aprile è invece altalenante: se da un lato arriva una vittoria al St James' Park contro il Newcastle, dall'altro il Tottenham perde inaspettatamente in casa contro l'Aston Villa e pareggia 0-0 e 2-2 rispettivamente contro Burnley e Southampton. Le seguenti due sconfitte di fila non intaccano comunque la qualificazione alla fase a gironi di Europa League 2015-2016, certificata con le due vittorie nelle ultime due giornate contro Hull City ed Everton.
L'esordio europeo avviene in terra cipriota, a Larnaca, contro l'AEL Limassol. Nella partita di andata dei play-off per accedere alla fase a girone di Europa League il Tottenham vince in rimonta per 2-1 con reti di Soldado e Kane. Al ritorno invece i londinesi si sbarazzano facilmente dei ciprioti per 3-0. Al sorteggio della fase a gironi il Tottenham si piazza nel gruppo C in compagnia di Beşiktaş, Partizan e Asteras Tripoli. L'esordio a Belgrado contro il Partizan finisce con un pareggio senza reti. I londinesi pareggiano anche nella successiva giornata contro il Beşiktaş (1-1) mentre sconfiggono per due volte (5-1 e 2-1) in casa e a Tripoli l'Asteras. Il 27 novembre 2014 sconfiggono anche il Partizan grazie ad una rete di Stambouli e ottengono la matematica certezza di qualificarsi alla fase finale del torneo. Col passaggio al turno successivo già in tasca, il Tottenham perde ad Istanbul contro il Beşiktaş e viene superato in classifica proprio dai turchi che si qualificano da primi nel girone. Ai sedicesimi di finale il Tottenham affronta la Fiorentina di Montella. All'andata, giocata il 19 febbraio 2015 al White Hart Lane, le due squadre pareggiano 1-1: al vantaggio iniziale nei primi minuti dello spagnolo Soldado risponde alla mezzora il difensore viola Basanta. A Firenze, le reti di Gómez e Salah nella ripresa suggellano l'eliminazione degli Spurs.
In Coppa d'Inghilterra il Tottenham pareggia 1-1 contro il Burnley ed è costretto a giocarsi il replay. Vinta 4-2 la ripetizione, la squadra di Pochettino perde nel turno successivo contro il Leicester City (1-2). In Coppa di Lega, il 24 settembre supera 3-1 il Nottingham Forest e il mese dopo fa lo stesso col Brighton, trionfando 2-0. In semifinale, nel doppio turno contro lo Sheffield United, vince 1-0 all'andata con gol decisivo di Townsend e pareggia 2-2 al ritorno a Sheffield grazie ad una doppietta di Eriksen. Gli Spurs, arrivati alla prima finale di League Cup dal 2009, affrontano nell'ultimo atto del torneo il Chelsea. Il 1º marzo 2015 a Wembley il Chelsea va in vantaggio grazie al capitano John Terry alla fine del primo tempo. Al decimo minuto della ripresa la squadra di Mourinho raddoppia con un autogol di Kyle Walker e si aggiudica il trofeo.

## Maglie e sponsor
Lo sponsor ufficiale è AIA mentre lo sponsor tecnico è Under Armour.
| Casa | Trasferta | Terza divisa |

## Organigramma societario
Aggiornato al 20 agosto 2014
- Joe Lewis - Proprietario
- Daniel Levy - Presidente esecutivo
- Matthew Collecott - Direttore commerciale
- Donna-Maria Cullen - Direttore
- Darren Eales - Direttore
- Sir Keith Mills - Direttore non esecutivo
- Kevan Watts - Direttore non esecutivo
- Franco Baldini - Direttore tecnico

- Mauricio Pochettino - Manager
- Jesus Pérez - Assistente Manager
- Miguel D'Agostino - Allenatore
- Toni Jiménez - Allenatore portieri
- Nathan Gardiner - Preparatore atletico
- Geoff Scott - Fisioterapista

## Rosa
Rosa, numerazione e ruoli, tratti dal sito ufficiale, sono aggiornati al 2 settembre 2014.
| N. |                        | Ruolo | Calciatore               |
| -- | ---------------------- | ----- | ------------------------ |
| 1  | Francia (bandiera)     | P     | Hugo Lloris              |
| 2  | Inghilterra (bandiera) | D     | Kyle Walker              |
| 3  | Inghilterra (bandiera) | D     | Danny Rose               |
| 4  | Francia (bandiera)     | D     | Younes Kaboul (capitano) |
| 5  | Belgio (bandiera)      | D     | Jan Vertonghen           |
| 6  | Romania (bandiera)     | D     | Vlad Chiricheș           |
| 7  | Inghilterra (bandiera) | C     | Aaron Lennon             |
| 8  | Brasile (bandiera)     | C     | Paulinho                 |
| 9  | Spagna (bandiera)      | A     | Roberto Soldado          |
| 10 | Togo (bandiera)        | A     | Emmanuel Adebayor        |
| 11 | Argentina (bandiera)   | A     | Erik Lamela              |
| 13 | Paesi Bassi (bandiera) | P     | Michel Vorm              |
| 15 | Inghilterra (bandiera) | D     | Eric Dier                |
| 16 | Inghilterra (bandiera) | D     | Kyle Naughton            |

| N. |                        | Ruolo | Calciatore          |
| -- | ---------------------- | ----- | ------------------- |
| 17 | Inghilterra (bandiera) | C     | Andros Townsend     |
| 18 | Inghilterra (bandiera) | A     | Harry Kane          |
| 19 | Belgio (bandiera)      | C     | Moussa Dembélé      |
| 20 | Francia (bandiera)     | C     | Benjamin Stambouli  |
| 21 | Argentina (bandiera)   | D     | Federico Fazio      |
| 22 | Belgio (bandiera)      | C     | Nacer Chadli        |
| 23 | Danimarca (bandiera)   | C     | Christian Eriksen   |
| 24 | Stati Uniti (bandiera) | P     | Brad Friedel        |
| 29 | Francia (bandiera)     | C     | Étienne Capoue      |
| 32 | Camerun (bandiera)     | D     | Benoît Assou-Ekotto |
| 33 | Galles (bandiera)      | D     | Ben Davies          |
| 38 | Inghilterra (bandiera) | C     | Ryan Mason          |
| 42 | Algeria (bandiera)     | C     | Nabil Bentaleb      |

## Calciomercato

### Sessione estiva(dall'1/7 all'1/9)
| Acquisti         | Acquisti             | Acquisti         | Acquisti                     |
| R.               | Nome                 | da               | Modalità                     |
| ---------------- | -------------------- | ---------------- | ---------------------------- |
| D                | Ben Davies           | Swansea City     | definitivo (12,65 milioni €) |
| D                | Federico Fazio       | Siviglia         | definitivo (10 milioni €)    |
| C                | Benjamin Stambouli   | Montpellier      | definitivo (5,9 milioni €)   |
| P                | Michel Vorm          | Swansea City     | definitivo (5,69 milioni €)  |
| D                | Eric Dier            | Sporting Lisbona | definitivo (5 milioni €)     |
| D                | DeAndre Yedlin       | Seattle Sounders | definitivo (2,6 milioni €)   |
| C                | Iago Falqué          | Rayo Vallecano   | fine prestito                |
| C                | Thomas Carroll       | Swansea City     | fine prestito                |
| Altre operazioni |                      |                  |                              |
| R.               | Nome                 | da               | Modalità                     |
| D                | Grant Hall           | Birmingham City  | fine prestito                |
| C                | Ryan Fredericks      | Middlesbrough    | fine prestito                |
| C                | Kenneth McEvoy       | Peterborough Utd | fine prestito                |
| A                | Shaquille Coulthirst | Southend Utd     | fine prestito                |
| C                | Alex Pritchard       | Brentford        | fine prestito                |
| P                | Jordan Archer        | Northampton Town | fine prestito                |
| D                | Grant Ward           | Chicago Fire     | fine prestito                |

| Cessioni         | Cessioni             | Cessioni         | Cessioni                    |
| R.               | Nome                 | a                | Modalità                    |
| ---------------- | -------------------- | ---------------- | --------------------------- |
| C                | Sandro               | QPR              | definitivo (12,6 milioni €) |
| A                | Gylfi Sigurðsson     | Swansea City     | definitivo (10,1 milioni €) |
| C                | Jake Livermore       | Hull City        | definitivo (7 milioni €)    |
| D                | Ezekiel Fryers       | Crystal Palace   | definitivo (3,8 milioni €)  |
| D                | Michael Dawson       | Hull City        | definitivo (3,77 milioni €) |
| C                | Iago Falqué          | Genoa            | definitivo (2 milioni €)    |
| A                | Jonathan Obika       | Swindon Town     | definitivo (250.000 €)      |
| A                | Souleymane Coulibaly | Bari             | definitivo                  |
| D                | DeAndre Yedlin       | Seattle Sounders | prestito                    |
| C                | Lewis Holtby         | Amburgo          | prestito                    |
| P                | Heurelho Gomes       |                  | fine contratto              |
| P                | Lawrence Vigouroux   |                  | fine contratto              |
| A                | Cameron Lancaster    |                  | fine contratto              |
| P                | Jonathan Miles       |                  | fine contratto              |
| D                | Kevin Stewart        |                  | fine contratto              |
| D                | Roman Michael-Percil |                  | fine contratto              |
| C                | Giancarlo Gallifuoco |                  | fine contratto              |
| Altre operazioni |                      |                  |                             |
| R.               | Nome                 | a                | Modalità                    |
| D                | Grant Hall           | Birmingham City  | prestito                    |
| C                | Alex Pritchard       | Brentford        | prestito                    |
| C                | Kenneth McEvoy       | Peterborough Utd | prestito                    |
| A                | Shaquille Coulthirst | Southend Utd     | prestito                    |
| P                | Jordan Archer        | Northampton Town | prestito                    |
| C                | Thomas Carroll       | Swansea City     | prestito                    |
| C                | Ryan Fredericks      | Middlesbrough    | prestito                    |

## Risultati

### Premier League
| Arbitro: | Chris Foy |

|  |           |            |
|  | Marcatori | 90+3’ Dier |

| Arbitro: | Anthony Taylor |

|                                       |           |  |
| Chadli 12’, 37’ Dier 30’ Adebayor 65’ | Marcatori |  |

| Arbitro: | Phil Dowd |

|  |           |                                           |
|  | Marcatori | 8’ Sterling 49’ (rig.) Gerrard 60’ Moreno |

| Arbitro: | Craig Pawson |

|                            |           |                       |
| Johnson 4’ Kane 82’ (aut.) | Marcatori | 2’ Chadli 48’ Eriksen |

| Arbitro: | Kevin Friend |

|  |           |              |
|  | Marcatori | 74’ Morrison |

| Arbitro: | Michael Oliver |

|                        |           |            |
| Oxlade-Chamberlain 74’ | Marcatori | 56’ Chadli |

| Arbitro: | Mike Jones |

|             |           |  |
| Eriksen 40’ | Marcatori |  |

| Arbitro: | Jonathan Moss |

|                                      |           |             |
| Agüero 13’ 20’ (rig.) 68’ (rig.) 75’ | Marcatori | 15’ Eriksen |

| Arbitro: | Anthony Taylor |

|              |           |                            |
| Adebayor 18’ | Marcatori | 46’ Ameobi 58’ Ayoze Pérez |

| Arbitro: | Neil Swarbrick |

|             |           |                     |
| Weimann 16’ | Marcatori | 84’ Chadli 90’ Kane |

| Arbitro: | Mike Jones |

|            |           |                      |
| Chadli 77’ | Marcatori | 6’ Bojan 33’ Walters |

| Arbitro: | Craig Pawson |

|              |           |                      |
| Livermore 8’ | Marcatori | 61’ Kane 90’ Eriksen |

| Arbitro: | Michael Oliver |

|                           |           |              |
| Eriksen 21’ Soldado 45+1’ | Marcatori | 15’ Mirallas |

| Arbitro: | Mike Dean |

|                                |           |  |
| Hazard 19’ Drogba 22’ Rémy 73’ | Marcatori |  |

| Londra 6 dicembre 2014, ore 16:00 CET 15ª giornata | Tottenham | 0 – 0 referto | Crystal Palace | White Hart Lane (35.860 spett.)\| Arbitro: \| Lee Mason \| |
| Arbitro:                                           | Lee Mason |               |                |                                                            |

| Arbitro: | Robert Madley |

|          |           |                     |
| Bony 48’ | Marcatori | 4’ Kane 89’ Eriksen |

| Arbitro: | Mike Jones |

|                     |           |            |
| Kane 21’ Lamela 35’ | Marcatori | 27’ Barnes |

| Arbitro: | Neil Swarbrick |

|           |           |                     |
| Ulloa 48’ | Marcatori | 1’ Kane 71’ Eriksen |

| Londra 28 dicembre 2014, ore 13:00 CET 19ª giornata | Tottenham     | 0 – 0 referto | Manchester Utd | White Hart Lane (35.711 spett.)\| Arbitro: \| Jonathan Moss \| |
| Arbitro:                                            | Jonathan Moss |               |                |                                                                |

| Arbitro: | Phil Dowd |

|                                                         |           |                                |
| Kane 30’, 52’ Rose 44’ Townsend 45+4’ (rig.) Chadli 78’ | Marcatori | 18’ Costa 61’ Hazard 87’ Terry |

| Arbitro: | Anthony Taylor |

|                               |           |          |
| Gayle 69’ (rig.) Puncheon 80’ | Marcatori | 49’ Kane |

| Arbitro: | Chris Foy |

|                              |           |             |
| O'Shea 3’ (aut.) Eriksen 88’ | Marcatori | 31’ Larsson |

| Arbitro: | Kevin Friend |

|  |           |                                 |
|  | Marcatori | 6’ Eriksen 15’, 64’ (rig.) Kane |

| Arbitro: | Martin Atkinson |

|               |           |          |
| Kane 56’, 86’ | Marcatori | 11’ Ozil |

| Arbitro: | Phil Dowd |

|                                               |           |                      |
| Markovic 15’ Gerrard 53’ (rig.) Balotelli 83’ | Marcatori | 26’ Kane 61’ Dembélé |

| Arbitro: | Jonathan Moss |

|                     |           |                       |
| Rose 81’ Kane 90+6’ | Marcatori | 22’ Kouyaté 62’ Sakho |

| Arbitro: | Michael Oliver |

|            |           |               |
| Sandro 75’ | Marcatori | 56’, 86’ Kane |

| Arbitro: | Craig Pawson |

|                                  |           |                       |
| Chadli 7’ Mason 51’ Townsend 60’ | Marcatori | 19’ Ki 89’ Sigurðsson |

| Arbitro: | Mark Clattenburg |

|                                    |           |  |
| Fellaini 9’ Carrick 19’ Rooney 34’ | Marcatori |  |

| Arbitro: | Mike Dean |

|                                             |           |                                 |
| Kane 6’, 13’, 64’ (rig.) Schlupp 85’ (aut.) | Marcatori | 38’ Vardy 50’ Morgan 90’ Nugent |

| Burnley 5 aprile 2015, ore 14:30 CEST 31ª giornata | Burnley         | 0 – 0 referto | Tottenham | Turf Moor (18.829 spett.)\| Arbitro: \| Martin Atkinson \| |
| Arbitro:                                           | Martin Atkinson |               |           |                                                            |

| Arbitro: | Lee Probert |

|  |           |             |
|  | Marcatori | 35’ Benteke |

| Arbitro: | Kevin Friend |

|             |           |                                   |
| Colback 46’ | Marcatori | 30’ Chadli 53’ Eriksen 90+1’ Kane |

| Arbitro: | Jonathan Moss |

|                |           |                       |
| Pellè 29’, 65’ | Marcatori | 43’ Lamela 70’ Chadli |

| Arbitro: | Andre Marriner |

|  |           |            |
|  | Marcatori | 29’ Agüero |

| Arbitro: | Mark Clattenburg |

|                                |           |  |
| Adam 21’ N'Zonzi 32’ Diouf 86’ | Marcatori |  |

| Arbitro: | Anthony Taylor |

|                     |           |  |
| Chadli 54’ Rose 61’ | Marcatori |  |

| Arbitro: | Jonathan Moss |

|  |           |          |
|  | Marcatori | 24’ Kane |

### UEFA Europa League

#### Play-off
| Arbitro: | Manuel de Sousa |

|            |           |                      |
| Adrián 14’ | Marcatori | 74’ Soldado 80’ Kane |

| Arbitro: | Miroslav Zelinka |

|                                           |           |  |
| Kane 45’ Paulinho 49’ Townsend 66’ (rig.) | Marcatori |  |

#### Fase a gironi
| Belgrado 18 settembre 2014, ore 19:00 CEST 1ª giornata Gruppo C | Partizan   | 0 – 0 referto | Tottenham | Stadio Partizan (22.212 spett.)\| Arbitro: \| Alon Yefet \| |
| Arbitro:                                                        | Alon Yefet |               |           |                                                             |

| Arbitro: | Manuel Gräfe |

|          |           |               |
| Kane 27’ | Marcatori | 89’ (rig.) Ba |

| Arbitro: | Ivan Kružliak |

|                                  |           |              |
| Kane 13’ 74’ 81’ Lamela 30’, 66’ | Marcatori | 89’ Barrales |

| Arbitro: | Javier Estrada Fernández |

|                     |           |                              |
| Barrales 90’ (rig.) | Marcatori | 36’ (rig.) Townsend 42’ Kane |

| Arbitro: | Yevhen Aranovskiy |

|               |           |  |
| Stambouli 49’ | Marcatori |  |

| Arbitro: | Stefan Johannesson |

|           |           |  |
| Tosun 59’ | Marcatori |  |

#### Fase a eliminazione diretta
| Arbitro: | Carlos Velasco Carballo |

|            |           |             |
| Soldado 6’ | Marcatori | 36’ Basanta |

| Arbitro: | Hüseyin Göçek |

|                     |           |  |
| Gómez 54’ Salah 71’ | Marcatori |  |

### FA Cup
| Arbitro: | Roger East |

|           |           |            |
| Vokes 73’ | Marcatori | 56’ Chadli |

| Arbitro: | Chris Pawson |

|                                                  |           |                       |
| Paulinho 10’ Capoue 45+2’ Chiricheș 49’ Rose 52’ | Marcatori | 3’ Sordell 7’ Wallace |

| Arbitro: | Robert Madley |

|                     |           |                         |
| Townsend 19’ (rig.) | Marcatori | 83’ Ulloa 90+2’ Schlupp |

### Football League Cup
| Arbitro: | Andre Marriner |

|                                |           |           |
| Mason 72’ Soldado 83’ Kane 90’ | Marcatori | 61’ Grant |

| Arbitro: | Mark Clattenburg |

|                     |           |  |
| Lamela 54’ Kane 74’ | Marcatori |  |

| Arbitro: | Andre Marriner |

|                                              |           |  |
| Bentaleb 18’ Chadli 46’ Kane 65’ Soldado 70’ | Marcatori |  |

| Arbitro: | Neil Swarbrick |

|                     |           |  |
| Townsend 74’ (rig.) | Marcatori |  |

| Arbitro: | Mike Dean |

|                |           |                  |
| Adams 77’, 79’ | Marcatori | 28’, 88’ Eriksen |

| Arbitro: | Anthony Taylor |

|                           |           |  |
| Terry 45’ Diego Costa 56’ | Marcatori |  |

## Statistiche

### Statistiche di squadra
Statistiche aggiornate al 26 maggio 2019
| Competizione        | Punti | In casa | In casa | In casa | In casa | In casa | In casa | In trasferta | In trasferta | In trasferta | In trasferta | In trasferta | In trasferta | Totale | Totale | Totale | Totale | Totale | Totale | D.R |
| Competizione        | Punti | G       | V       | N       | P       | GF      | GS      | G            | V            | N            | P            | GF           | GS           | G      | V      | N      | P      | GF     | GS     | D.R |
| ------------------- | ----- | ------- | ------- | ------- | ------- | ------- | ------- | ------------ | ------------ | ------------ | ------------ | ------------ | ------------ | ------ | ------ | ------ | ------ | ------ | ------ | --- |
| Premier League      | 64    | 19      | 10      | 3       | 6       | 31      | 24      | 19           | 9            | 4            | 6            | 27           | 29           | 38     | 19     | 7      | 12     | 58     | 53     | +5  |
| UEFA Europa League  | 11    | 4       | 3       | 1       | 0       | 10      | 2       | 4            | 2            | 1            | 1            | 4            | 3            | 8      | 5      | 2      | 1      | 14     | 5      | +9  |
| FA Cup              | -     | 2       | 1       | 0       | 1       | 5       | 4       | 1            | 0            | 1            | 0            | 1            | 1            | 3      | 1      | 1      | 1      | 6      | 5      | +1  |
| Football League Cup | -     | 4       | 4       | 0       | 0       | 10      | 1       | 2            | 0            | 1            | 1            | 2            | 4            | 6      | 4      | 1      | 1      | 12     | 5      | +7  |
| Totale              | 75    | 29      | 20      | 4       | 7       | 56      | 31      | 26           | 11           | 7            | 8            | 34           | 37           | 55     | 29     | 11     | 15     | 90     | 68     | +22 |

### Andamento in campionato
| Giornata  | 1 | 2 | 3 | 4 | 5 | 6 | 7 | 8 | 9  | 10 | 11 | 12 | 13 | 14 | 15 | 16 | 17 | 18 | 19 | 20 | 21 | 22 | 23 | 24 | 25 | 26 | 27 | 28 | 29 | 30 | 31 | 32 | 33 | 34 | 35 | 36 | 37 | 38 |
| --------- | - | - | - | - | - | - | - | - | -- | -- | -- | -- | -- | -- | -- | -- | -- | -- | -- | -- | -- | -- | -- | -- | -- | -- | -- | -- | -- | -- | -- | -- | -- | -- | -- | -- | -- | -- |
| Luogo     | T | C | C | T | C | T | C | T | C  | T  | C  | T  | C  | T  | C  | T  | C  | T  | C  | C  | T  | C  | T  | C  | T  | C  | T  | C  | T  | C  | T  | C  | T  | T  | C  | T  | C  | T  |
| Risultato | V | V | P | N | P | N | V | P | P  | V  | P  | V  | V  | P  | N  | V  | V  | V  | N  | V  | P  | V  | V  | V  | P  | N  | V  | V  | P  | V  | N  | P  | V  | N  | P  | P  | V  | V  |
| Posizione | 8 | 1 | 6 | 6 | 9 | 8 | 6 | 9 | 11 | 8  | 12 | 10 | 7  | 10 | 10 | 7  | 7  | 7  | 7  | 5  | 5  | 5  | 5  | 5  | 6  | 7  | 7  | 6  | 7  | 7  | 6  | 7  | 6  | 6  | 6  | 6  | 6  | 5  |

Fonte:  Premier League – Classifiche, su sport.sky.it, sport.sky.it (archiviato dall'url originale il 19 agosto 2014).
Legenda:

Luogo: C = Casa; T = Trasferta. Risultato: V = Vittoria; N = Pareggio; P = Sconfitta.

### Statistiche dei giocatori
| Giocatore       | Premier League | Premier League | Premier League | Premier League | FA Cup   | FA Cup | FA Cup      | FA Cup     | League Cup | League Cup | League Cup  | League Cup | Europa League | Europa League | Europa League | Europa League | Totale   | Totale | Totale      | Totale     |
| Giocatore       | Presenze       | Reti           | Ammonizioni    | Espulsioni     | Presenze | Reti   | Ammonizioni | Espulsioni | Presenze   | Reti       | Ammonizioni | Espulsioni | Presenze      | Reti          | Ammonizioni   | Espulsioni    | Presenze | Reti   | Ammonizioni | Espulsioni |
| --------------- | -------------- | -------------- | -------------- | -------------- | -------- | ------ | ----------- | ---------- | ---------- | ---------- | ----------- | ---------- | ------------- | ------------- | ------------- | ------------- | -------- | ------ | ----------- | ---------- |
| E. Adebayor     | 11             | 2              | 1              | 0              | 1        | 0      | 0           | 0          | 1          | 0          | 1           | 0          | 2             | 0             | 0             | 0             | 15       | 2      | 2           | 0          |
| B. Assou-Ekotto | 0              | 0              | 0              | 0              | 0        | 0      | 0           | 0          | 0          | 0          | 0           | 0          | 0             | 0             | 0             | 0             | 0        | 0      | 0           | 0          |
| N. Bentaleb     | 16             | 1              | 3              | 0              |          | 0      | 0           | 0          | 2          | 0          | 1           | 0          | 6             | 0             | 1             | 0             | 24       | 1      | 5           | 0          |
| É. Capoue       | 13             | 0              | 2              | 0              | 2        | 1      | 0           | 0          |            | 0          | 0           | 0          | 3             | 0             |               | 0             | 18       | 1      | 2           | 0          |
| N. Chadli       | 25             | 9              | 2              | 0              | 2        | 1      | 0           | 0          | 2          | 0          | 0           | 0          | 5             | 0             | 0             | 0             | 34       | 10     | 2           | 0          |
| V. Chiricheș    | 7              | 0              | 2              | 0              | 3        | 1      | 1           | 0          |            | 0          | 0           | 0          | 5             | 0             | 1             | 0             | 15       | 1      | 4           | 0          |
| B. Davies       | 10             | 0              | 2              | 0              | 2        | 0      | 0           | 0          | 4          | 0          | 0           | 0          | 9             | 0             | 4             | 0             | 25       | 0      | 6           | 0          |
| E. Dier         | 17             | 2              | 4              | 0              | 1        | 0      | 0           | 0          | 3          | 0          | 1           | 0          | 4             | 0             | 0             | 0             | 25       | 2      | 5           | 0          |
| M. Dembélé      | 19             | 1              | 1              | 0              | 2        | 0      | 0           | 0          | 4          | 0          | 1           | 0          | 7             | 0             | 0             | 0             | 32       | 1      | 2           | 0          |
| C. Eriksen      | 28             | 9              | 4              | 0              | 2        | 0      | 0           | 0          | 3          | 2          | 0           | 0          | 4             | 0             | 0             | 0             | 37       | 11     | 4           | 0          |
| F. Fazio        | 14             | 0              | 1              | 1              | 2        | 0      | 0           | 0          | 2          | 0          | 1           | 0          | 6             | 0             | 1             | 1             | 24       | 0      | 3           | 2          |
| B. Friedel      |                |                | 0              | 0              | 0        | 0      | 0           | 0          |            |            | 0           | 0          |               |               | 0             | 0             | 0        | 0      | 0           | 0          |
| L. Holtby       | 1              | 0              | 0              | 0              | 0        | 0      | 0           | 0          | 0          | 0          | 0           | 0          | 2             | 0             | 1             | 0             | 3        | 0      | 1           | 0          |
| Y. Kaboul       | 11             | 0              | 2              | 0              | 2        | 0      | 0           | 0          |            | 0          | 0           | 0          | 2             | 0             | 0             | 0             | 15       | 0      | 2           | 0          |
| H. Kane         | 24             | 14             | 2              | 0              | 2        | 0      | 0           | 0          | 5          | 2          | 0           | 0          | 9             | 7             | 0             | 0             | 40       | 23     | 2           | 0          |
| E. Lamela       | 23             | 1              | 4              | 0              | 1        | 0      | 0           | 0          | 4          | 1          | 0           | 0          | 8             | 2             | 0             | 0             | 36       | 4      | 4           | 0          |
| A. Lennon       | 9              | 0              | 1              | 0              |          | 0      | 0           | 0          | 2          | 0          | 0           | 0          | 6             | 0             | 0             | 0             | 17       | 0      | 1           | 0          |
| H. Lloris       | 27             | -36            | 0              | 0              | 1        | -1     | 0           | 0          | 1          | -2         | 0           | 0          | 8             | -5            | 0             | 1             | 37       | -44    | 0           | 1          |
| R. Mason        | 20             | 1              | 6              | 0              | 0        | 0      | 0           | 0          | 4          | 1          | 1           | 0          | 2             | 0             | 1             | 0             | 26       | 2      | 8           | 0          |
| K. Naughton     | 5              | 0              | 0              | 2              | 0        | 0      | 0           | 0          | 2          | 0          | 0           | 0          | 4             | 0             | 0             | 0             | 11       | 0      | 0           | 2          |
| J. Onomah       | 0              | 0              | 0              | 0              | 1        | 0      | 0           | 0          | 0          | 0          | 0           | 0          | 0             | 0             | 0             | 0             | 1        | 0      | 0           | 0          |
| Paulinho        | 11             | 0              | 2              | 0              | 3        | 1      | 0           | 0          | 4          | 0          | 0           | 0          | 8             | 1             | 0             | 0             | 26       | 2      | 2           | 0          |
| D. Rose         | 22             | 2              | 3              | 0              | 2        | 1      | 0           | 0          | 1          | 0          | 0           | 0          | 1             | 0             | 0             | 0             | 26       | 3      | 3           | 0          |
| Sandro          |                |                |                | 0              | 0        | 0      | 0           | 0          |            | 0          | 0           | 0          | 1             | 0             | 0             | 0             | 1        | 0      | 0           | 0          |
| R. Soldado      | 18             | 2              | 1              | 0              | 3        | 0      | 0           | 0          | 4          | 1          | 0           | 0          | 9             | 2             | 2             | 0             | 34       | 5      | 3           | 0          |
| B. Stambouli    | 10             | 0              | 3              | 0              | 2        | 0      | 1           | 0          | 4          | 0          | 0           | 0          | 6             | 1             | 1             | 0             | 22       | 1      | 5           | 0          |
| A. Townsend     | 12             | 2              | 2              | 0              | 3        | 1      | 0           | 0          | 5          | 1          | 0           | 0          | 9             | 2             | 2             | 0             | 29       | 6      | 4           | 0          |
| M. Veljkovic    | 0              | 0              | 0              | 0              | 0        | 0      | 0           | 0          | 0          | 0          | 0           | 0          | 1             | 0             | 0             | 0             | 1        | 0      | 0           | 0          |
| J. Vertonghen   | 24             | 0              | 4              | 0              | 2        | 0      | 0           | 0          | 5          | 0          | 0           | 0          | 7             | 0             | 0             | 0             | 38       | 0      | 4           | 0          |
| M. Vorm         | 1              | 0              | 0              | 0              | 2        | -4     | 0           | 0          | 4          | -3         | 0           | 0          | 2             | -2            | 0             | 0             | 9        | -9     | 0           | 0          |
| K. Walker       | 11             | 0              | 3              | 0              |          | 0      | 0           | 0          | 3          | 0          | 1           | 0          | 3             | 0             | 0             | 0             | 17       | 0      | 4           | 0          |
| H. Winks        |                |                |                | 0              |          | 0      | 0           | 0          |            | 0          | 0           | 0          | 1             | 0             | 0             | 0             | 1        | 0      | 0           | 0          |